# Минимальная нормальная подгруппа
Минимальная нормальная подгруппа — неединичная нормальная подгруппа {\displaystyle H}, такая, что между ней и единичной подгруппой нет других нормальных подгрупп всей группы.
Минимальная нормальная подгруппа имеются далеко не во всякой группе.
Если группа конечна, то любая её минимальная нормальная подгруппа является прямым произведением изоморфных простых групп.
Если минимальная нормальная подгруппа у группы {\displaystyle G} существует и единственна, то она называется монолитом (иногда сердцевиной), а сама группа {\displaystyle G} называется монолитичной.